# Meeuwen-Gruitrode
Meeuwen-Gruitrode település a belga Limburg tartomány Maaseik járásában található. A település területe 91,26 km², lakossága 2010-ben 12832 fő volt, népsűrűsége 141 fő/km². A települést lakói saját nyelvjárásukon Mieve-Roy néven ismerik, míg a lakosokat heikiéseters névvel illetik. A "heikiés" helyi specialitást, lényegében a disznóvágás során a disznó fejhúsából készített készítmény, az "eters" jelentése "evők".

## Története
Meeuwen-Gruitrode környékének első lakói a kelták voltak, legalábbis erről árulkodnak a település területén feltárt kelta sírok. A sírokból számos kő, bronz és vaskori szerszám, használati tárgy került elő.
A középkorban a teuton lovagok létesítettek Gruitrode-ban egy nagyobb parancsnokságot (Commanderie de l'Ordre des Chevaliers teutoniques ), a 16. században épített kastély a mai napig fennmaradt. A kastélyon kívül a lovagok jelenlétére egy malom és egy farm emlékeztet. A gruitrode-i lovagok 11 környékbeli parancsnoksággal együtt a Alden Biesen-i főparancsnokság alá tartoztak. A parancsnokságok feladata az általuk kezelt birtokok igazgatása és a jövedelem behajtása volt, a nyereségeket a lovagrend céljainak megfelelően használták fel.
Meeuwen és Gruitrode települések 1971-ig önállóak voltak, akkor Ellikom, Neerglabbeek és Wijshagen településekkel együtt összevonták őket.
2011. május 7-én a Meeuwen-Gruitrode határában található katonai bázis területén kigyulladt a bozót. A tűz következtében számos helyi lakost kilakoltattak (leginkább a füst miatt) és életbe léptették a település vészhelyzeti tervét. A tűzet feltehetően egy kigyulladt autó okozta. Bár 7-én úgy tűnt, hogy sikerült a tüzet eloltani, 8-án ismét felcsaptak a lángok. Összesen 350 hektár bozót és erdő égett le a település körül.

## Híres helyiek
- Georges Leekens (1949 - ), labdarúgó-játékos, edző, a belga nemzeti válogatott edzője
- Jacobus Van Eygen, a település utolsó élő I. világháborús veteránja
- Phil Bosmans, pap, filozófus, a Mouvement sans Nom humanitárius szervezet korábbi elnöke
- Wendy Bosmans, a flamand VTM televíziós csatorna "szupernagyija"
- Ludo Philippaerts, lóversenyző, belga olimpikon
- Koen Vanmechelen, nemzetközileg elismert konceptuális művész[6]